# Trox horridus
Trox horridus es una especie de escarabajo del género Trox, familia Trogidae. Fue descrita científicamente por Fabricius en 1775.
Se distribuye por la región afrotropical. Habita en la Ciudad del Cabo, en Sudáfrica.